# 大叶斑鸠菊
大叶斑鸠菊（学名：Vernonia volkameriifolia）为菊科班鸠菊属的植物。分布在缅甸、越南、泰国、印度、锡金、不丹、尼泊尔、老挝以及中国大陆的云南、西藏、广西、贵州等地，生长于海拔600米至1,600米的地区，多生在山谷灌丛及杂木林中，目前尚未由人工引种栽培。

## 别名
大叶鸡菊花（云南）